# Ficus cereicarpa
Ficus cereicarpa es una especie de planta del género Ficus, perteneciente a la familia Moraceae.

## Taxonomía
Ficus cereicarpa fue descrita por Edred John Henry Corner en 1960.

## Distribución
Se encuentra en el territorio de Borneo.